# Gemeinde Sodražica
Die Gemeinde Sodražica (deutsch Soderschitz) ist eine 22 Ortschaften umfassende Gemeinde im Ribnica-Karstfeld in der historischen Landschaft Dolenjska (Unterkrain), Region Jugovzhodna Slovenija, in Slowenien. Benannt ist sie nach ihrem Hauptort und Verwaltungssitz Sodražica.

## Ortschaften der Gemeinde
Die Gemeinde besteht aus folgenden 22 Ortschaften (in Klammern die vor 1918 gebräuchlichen deutschsprachigen Ortsbezeichnungen):
- Betonovo, (dt. Bettenau)
- Globel, (dt. Globel)
- Janeži, (dt. Johannisdorf)
- Jelovec, (dt. Tann)
- Kotel, (dt. Kottel)
- Kračali, (dt. Kratschal)
- Kržeti, (dt. Kerschet)
- Lipovšica, (dt. Lippouschitz)
- Male Vinice, (dt. Klein Weinitz)
- Nova Štifta, (dt. Neustift)
- Novi Pot, (dt. Neuweg)
- Petrinci, (dt. Petersdorf)
- Podklanec, (dt. Podklanzendorf)
- Preska, (dt. Pressick)
- Ravni Dol, (dt. Ebenthal bei Reifnitz)
- Sinovica, (dt. Sinowitz)
- Sodražica, (dt. Soderschitz)
- Travna Gora, (dt. Angerberg)
- Vinice, (dt. Weinitz)
- Zamostec, (dt. Brückel)
- Zapotok, (dt. Sankt Markus bei Reifnitz)
- Žimarice (dt. Schigmaritz)

## Nachbargemeinden
| Velike Lašče | Ribnica                                     | Ribnica |
| Bloke        | Kompassrose, die auf Nachbargemeinden zeigt | Ribnica |
| Bloke        | Loški Potok                                 | Ribnica |

## Sehenswürdigkeiten
- Ein sehenswertes Naturgebiet ist die Kadiceschlucht[3]

- Die Wallfahrtskirche Maria Himmelfahrt in Nova Štifta zählt zu den schönsten Barockkirchen Sloweniens. Sie wurde im Jahre 1641 erbaut. Ihr Baustil war Vorbild für weitere Bauten in den Regionen Dolenjska und Bela krajina. 1780 wurde eine sogenannte 'heilige Treppe' angebaut. Der Hauptaltar ist mit wundervollen Schnitzereien verziert.[4]

## Geschichte
In Österreich-Ungarn und im Königreich Jugoslawien war Sodražica eine unabhängige Gemeinde. Mit der Trennung von der Gemeinde Ribnica im Jahr 1998 wurde sie erneut eine eigenständige Gemeinde.
Auf dem Gemeindegebiet wurden bisher (Stand 1/2024) insgesamt neun Massengräber aus der Zeit um den Zweiten Weltkrieg gefunden.